# Jozef-Louis Stynen

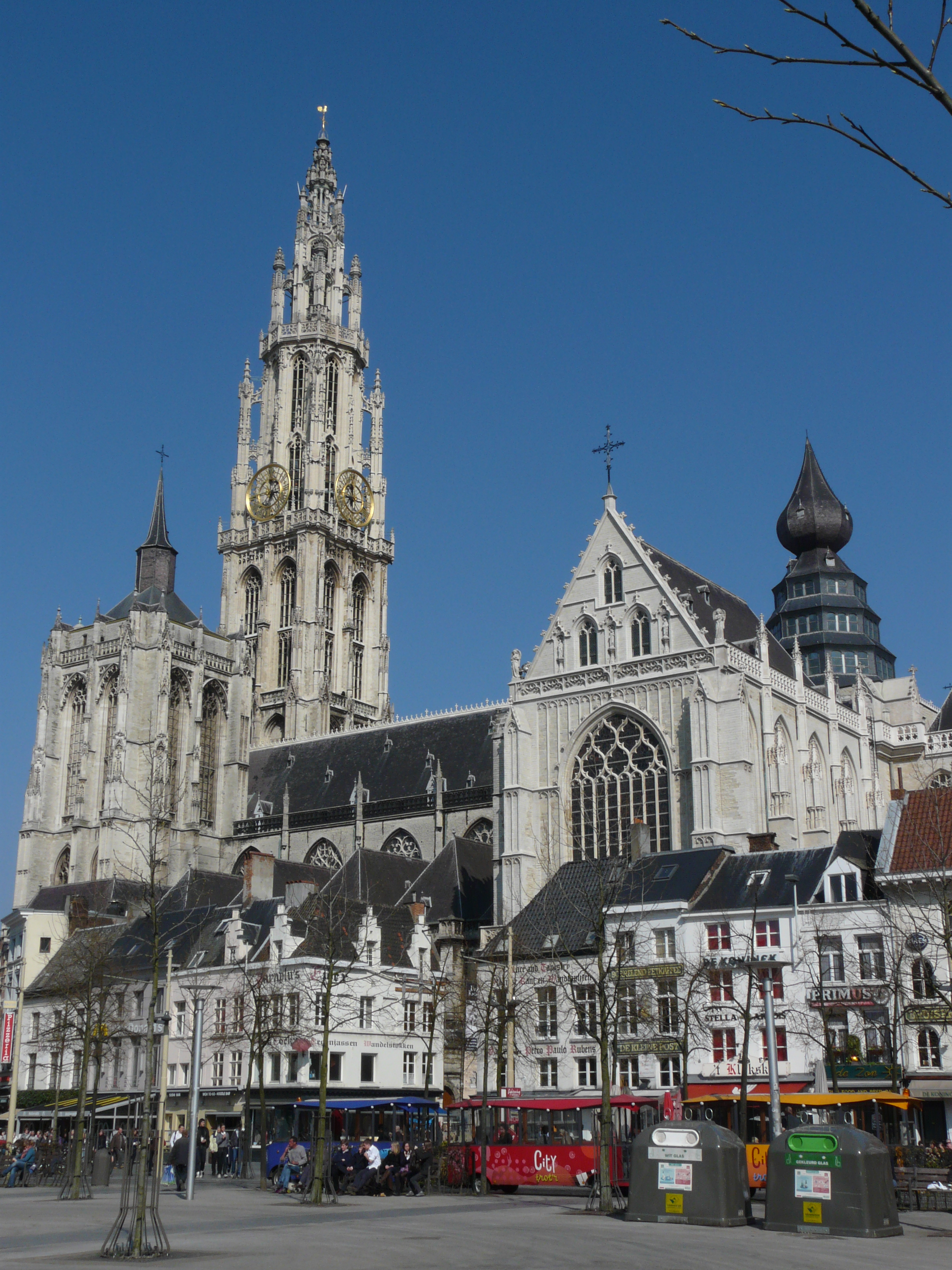
Kathedraal te Antwerpen.

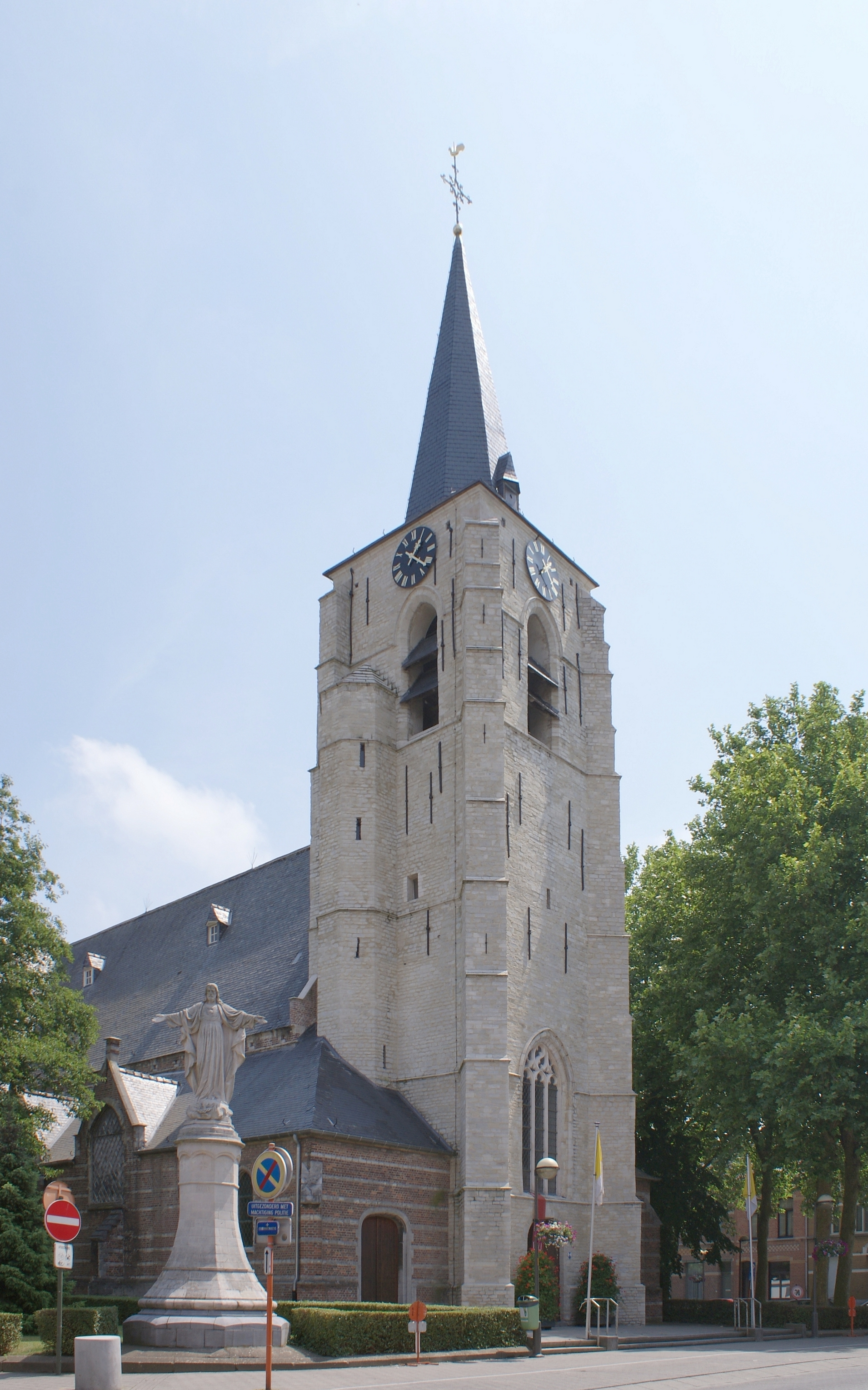
Sint-Benedictuskerk te Mortsel.

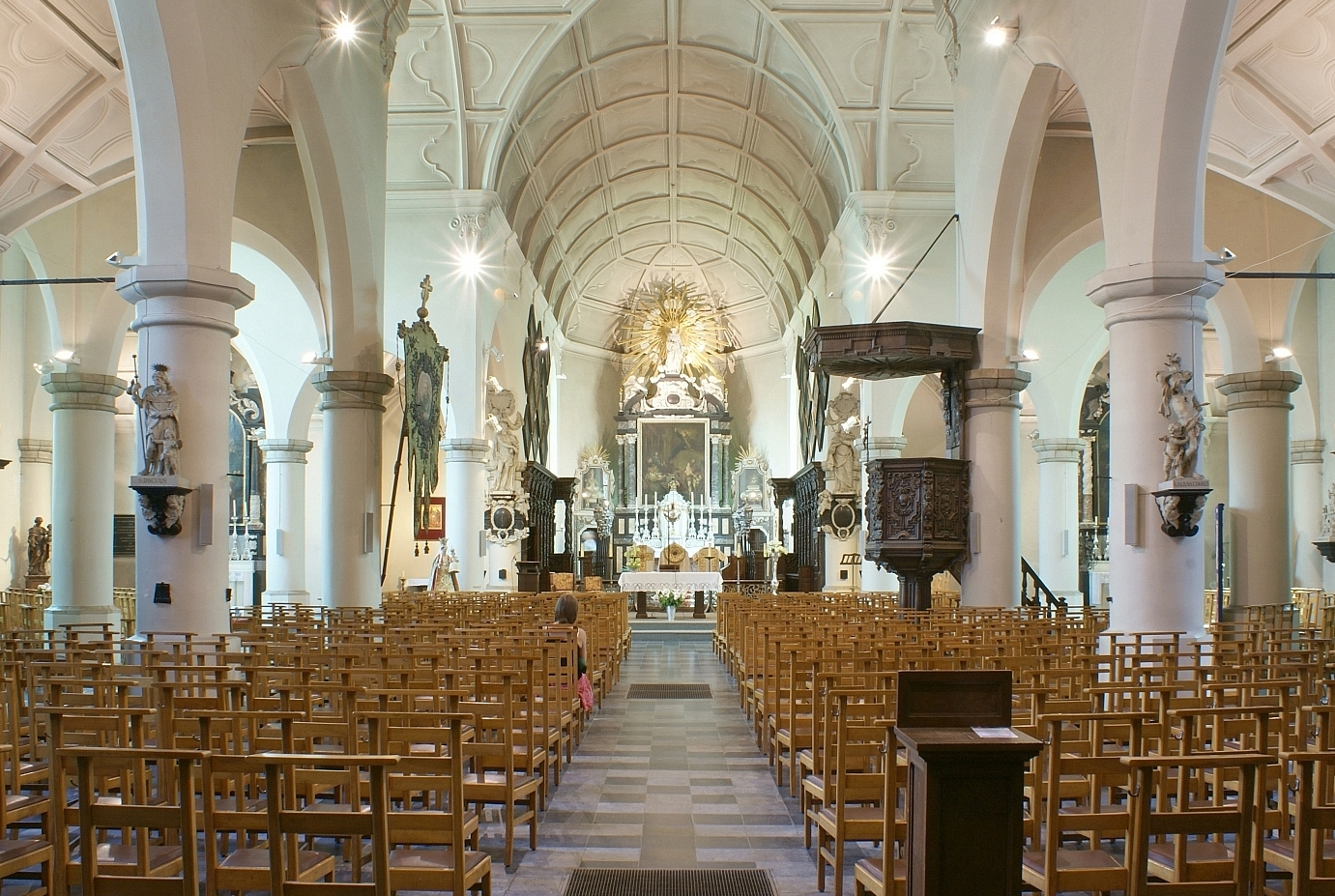
Sint-Benedictuskerk te Mortsel - Interieur.

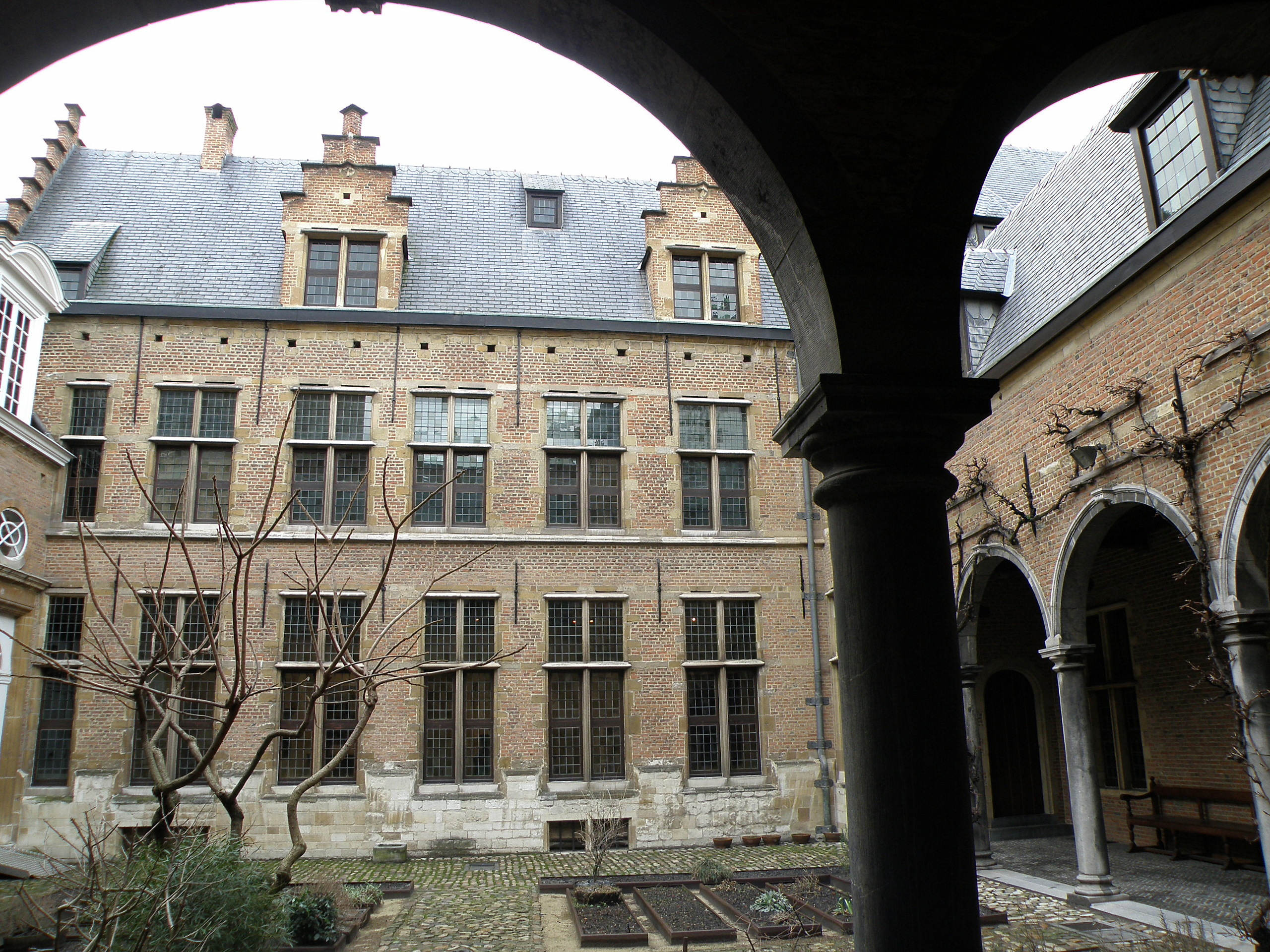
De binnentuin van het Rockoxhuis te Antwerpen.

Joseph-Louis Stynen (Borgerhout, 16 maart 1907 – Borgerhout, 14 mei 1991) was een Belgisch architect.

## Leven
Joseph-Louis Stynen was geboren en getogen in Borgerhout en de band met zijn geboorteplaats liep als een rode draad door zijn leven, tot aan zijn overlijden.
Op 19-jarige leeftijd, vanaf 1926, tot 1931, volgde hij lessen architectuur aan de Koninklijke Academie voor Schone Kunsten van Antwerpen. Van 1931 tot 1933 studeerde hij in de Scheldestad bij het Hoger Instituut voor Schone Kunsten waar Jos Smolderen (ook een Borgerhoutenaar) directeur was. Stynen vervolmaakte zijn opleiding in Smolderens atelier alsook in het atelier van zijn leraar: Pol Berger.
In 1933 won hij de Prijs van Rome voor de discipline architectuur.
Het eerste door Stynen verwezenlijkte bouwwerk, was een huis aan de Generaal Eisenhowerlei 32 te Borgerhout. Dit werd zijn persoonlijke woning, van 1937 tot 1942. Nadien verhuisde hij naar de Oedenkovenstraat 40 (anno 1942), vervolgens naar Drink 72 (in 1945) en ten slotte naar de Zonstraat 12 (in 1957), steeds te Borgerhout.
Stynen was werkend lid van de Provinciale Commissie voor Monumenten en Landschappen vanaf 1955; later werd hij er ondervoorzitter. In de afdeling "Monumentenzorg" stond hij bekend als een gemotiveerde stille werker, een onderlegde en dienstbare leraar. 
Vanaf 1955 tot 1962 was hij werkend lid van de Diocesane Commissie voor Kerkelijke Kunst van het aartsbisdom Mechelen-Brussel.
Alhoewel Joseph-Louis Stynen moderne gebouwen oprichtte, zoals in 1970 het Sint-Erasmusziekenhuis aan de Luitenant Lippenslaan te Borgerhout, en van 1970 tot 1976 een vleugel van de Boerentoren aan de Eiermarkt te Antwerpen, zal hij toch in de eerste plaats herinnerd worden als de architect bij uitstek voor restauratie, herstelling, vergroting en bouw van kerken alsook van oude historische panden. De meest prestigieuze in deze reeks zijn ongetwijfeld de restauratie van de gevel der Sint-Carolus-Borromeüskerk te Antwerpen, evenals de restauratie van de Antwerpse kathedraal.
Op het einde van zijn leven hield Joseph-Louis Stynen eraan allen uit te nodigen, met wie hij tijdens zijn actieve periode een werkrelatie had. Met bevende stem dankte hij degenen die hem bij de uitoefening van zijn werk ten dienste hadden gestaan, alsook "zijn vrouw die de opvoeding van de acht kinderen ter harte had genomen".
De begrafenismis werd vlak bij zijn woonplaats opgedragen, in de door hem gebouwde kerk van Onze-Lieve-Vrouw-ter-Sneeuw op het Laar.

## Werken
- Zandhoven (De Linden). Wederopbouw van de in de Tweede Wereldoorlog vernielde Sint-Amelbergakerk. Ontwerp van J.-L. Stynen en Pol Berger.
- Borgerhout (Turnhoutsebaan 79): Bouw van het Maris Stella - Sint-Agnesinstituut.
- Berchem (Antwerpen) (Lode Van Berkenlaan): Bouw van het bejaardenhuis "Gitschotelhof".
- Antwerpen (Rodestraat). Restauratie van het Begijnhof onder leiding van J.-L. Stynen en G. Derks.
- Antwerpen-Kiel (aan de Sint-Catharinakerk en de Zaanstraat). Bouw van een bejaardencomplex met 68 woningen.
- Turnhout (Pieter de Nefstraat 3 - 7). Burgerhuizen (~1937).
- Kapellen (Antwerpsesteenweg). Bouw van de kerk "Onze-Lieve-Vrouw Onbevlekt Ontvangen" (1940).
- Viersel (Beemdstraat). Herstelling en restauratie van de Sint-Willibrorduskerk (1945-1949).
- Hoogstraten (Vrijheid 3). Bouw van een villa (1947).
- Aartselaar (Baron van Ertbornstraat). Wederopbouw van de pastorie (thans gemeentehuis) in samenwerking met Pol Berger (1950-1951).
- Rijkevorsel (Dorp). Sint-Willibrorduskerk. Wederopbouw van de tijdens de Tweede Wereldoorlog verwoeste kerk, in samenwerking met Pol Berger (1950-1954).
- Borgerhout (Laar): Bouw van de kerk "Onze-Lieve-Vrouw -ter-Sneeuw" (1954) samen met Jozef Willems.
- Hoogstraten (Vrijheid). Wederopbouw van de Sint-Catharinakerk samen met Pol Berger (1954-1958).
- Merksem (Pastoor J. Bampsstraat). Bouw van de kerk "Onze-Lieve-Vrouw-van-Smarten" (1957-1959).
- Borsbeek (Jozef Reusenslei). Vergroting van de Sint-Jacobuskerk (1958-1959).
- Mortsel (Wouwstraat). Vergroting van de Sint-Benedictuskerk (1960-1961).
- Antwerpen. Restauratie van de kathedraal (1965-1989).
- Antwerpen (Rosier). Restauratie van het karmelietenklooster (1967).
- Hove. Vergroting van de Sint-Laurentiuskerk in samenwerking met R. De Bruyn (1967-1969).
- Borgerhout (Luitenant Lippenslaan). Bouw van het Sint-Erasmusziekenhuis (1970).
- Antwerpen (Eiermarkt). Bouw van een nieuwe vleugel aan de Boerentoren (1970-1976).
- Antwerpen (Markgravestraat 17). Restauratie van de Bourgondische kapel (1972).
- Antwerpen (Keizersstraat). Restauratie van het Rockoxhuis in samenwerking met R. De Bruyn (1974-1977).
- Herentals (Kerkstraat). Restauratie van de Sint-Waldetrudiskerk (1974-1978).
- Antwerpen (Keizersstraat 8). Samen met R. De Bruyn: reconstruerende restauratie van de 17de-eeuwse woning van Frans Snyders (1976-1977).
- Geel (Markt). Herstellingswerken aan de Sint-Amanduskerk (1977-1979).
- Zandhoven (Antwerpen). Restauratie van de Sint-Pieter en Pauwelkerk (1978).
- Aartselaar (Laar). Sint-Leonarduskerk. Herstelling van de toren en de westgevel (1979-1980).
- Malle (Antwerpsesteenweg). Restauratie van de toren der Sint-Laurentiuskerk (1980-1981).
- Rijkevorsel (Kerkdreef). Restauratie van de Sint-Jozefskerk (1987).
- Turnhout (Grote Markt). Restauratie van de Sint-Pieterskerk (1987-1990).